# Sokołów (powiat gostyniński)
Sokołów (dawniej Sokołowo) – wieś sołecka w Polsce położona w województwie mazowieckim, w powiecie gostynińskim, w gminie Gostynin.

## Opis
Graniczy z miejscowościami: Belno, Pomarzanki, Jastrzębia, Stanisławów, Zaborów Nowy i Zaborów Stary.
W Sokołowie znajduje się kościół drewniany pw. św. Anny, ośrodek zdrowia, gospodarstwo rolne oraz Szkoła Podstawowa im. Marii Kownackiej.

## Historia

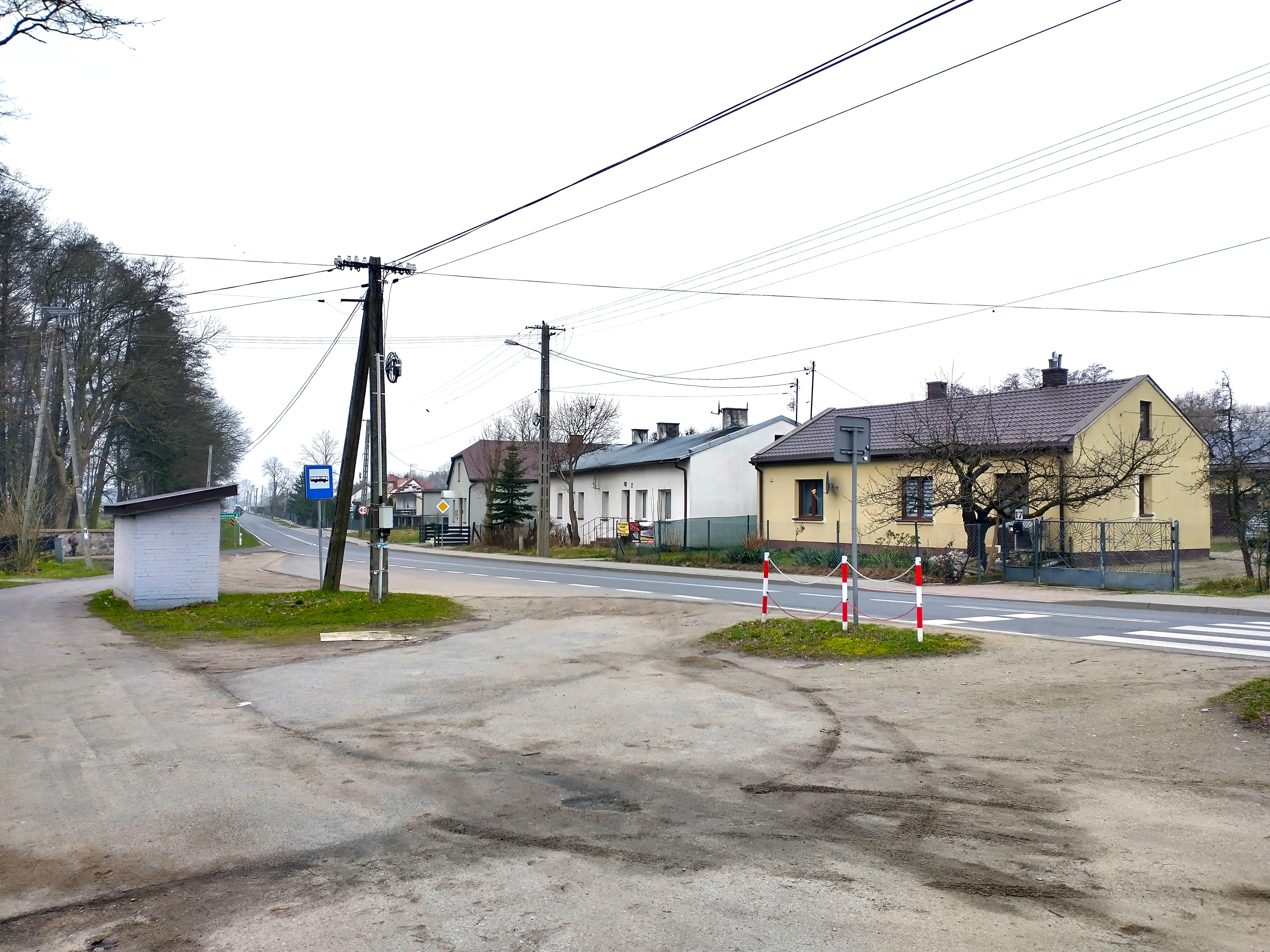
Fragment zabudowy wsi

Sokołowo przed 1398 rokiem było wsią rycerską. 9 września 1398 r. dobra sokołowskie nabył Stanisław Grot, a Siemowit IV potwierdził tę transakcję. W 1400 dziedzic Stanisław Grot ufundował we wsi drewniany kościół parafialny. W 1441 r. majątek dziedziczy syn Stanisława Grada – Stanisław. Następnie majątek przeszedł w ręce Mikołaja z Sokołowa, a później Stanisława Sokołowskiego. W XVI wieku miejscowość notowana jest jako wieś kościelna, leżąca w diecezji płockiej. Wzmiankuje ją Liber beneficiorum archidiecezji gnieźnieńskiej spis majętności kościelnych spisany z polecenia Jana Łaskiego. Wieś szlachecka Sokołowo położona była w drugiej połowie XVI wieku w powiecie gostynińskim ziemi gostynińskiej województwa rawskiego. 
Po rozbiorach Polski miejscowość znalazła się w zaborze rosyjskim i leżała w Królestwie Polskim. W XIX-wiecznym Słowniku geograficznym Królestwa Polskiego wymieniona jest jako wieś i folwark leżące w powiecie gostyńskim w gminie Rataje i parafii Sokołów. W 1827 w miejscowości znajdowało się 21 domów zamieszkiwanych przez 141 mieszkańców. W 1889 miejscowy folwark liczył 927 mórg powierzchni w tym 541 gruntów ornych i ogrodów, 60 mórg łąk, 94 morgi pastwisk, 191 mórg lasu, nieużytków mórg 40. Stało w nim 14. murowanych budynków oraz 9. drewnianych. W uprawie ziemi stosowany był płodozmian oraz 11 polówka. Na obszarze 100 mórg należących do wsi znajdowały się również złoża torfu grubości dwóch łokci.
W latach 1975–1998 miejscowość należała administracyjnie do województwa płockiego.

## Urodzeni w miejscowości
Urodził się tu Kazimierz Nowakowski (ur. 23 sierpnia 1898, zm. 1 czerwca 1977 w Sanoku) – podoficer Korpusu Ochrony Pogranicza, kawaler Orderu Virtuti Militari.